# Grauer See
Grauer See är en sjö i Österrike.   Den ligger i förbundslandet Tyrolen, i den centrala delen av landet, 300 km väster om huvudstaden Wien. Grauer See ligger 2 495 meter över havet.
Den ligger nära bergstoppen Hochgasser, 2 922 meter över havet